# Temporada do Clube de Regatas do Flamengo de 2018/Fatos marcantes/Competições
Estas são os fatos marcantes relacionados às competições disputadas pelo Clube de Regatas do Flamengo na temporada de 2018.

## Fatos marcantes

### Competições

#### Campeonato Carioca

##### Final da Taça Guanabara
Veto do Nilton Santos
Em 13 de fevereiro, o Botafogo confirmou, através de nota, que não iria liberar o estádio Nilton Santos para a final da Taça Guanabara. A principal justificativa, em detrimento da questão financeira, foi a comemoração do terceiro gols no clássico entre o Flamengo e o Botafogo, quando o atacante Vinícius Júnior fez o gesto de "chororô".
| “                   | (...) 2 - A decisão foi tomada unicamente em função da comemoração de gol do atleta adversário, praticando - no entendimento dos botafoguenses - desrespeito à Instituição Botafogo, que é representada pelos seus atletas, sócios e torcedores; (...) | ” |
| — Nota do Botafogo, | |   |

Nota da FERJ
A Federação de Futebol do Rio de Janeiro (FERJ) também divulgou uma nota, pedindo para que o Botafogo revisse sua posição.
| “               | A Federação de Futebol do Rio de Janeiro soube informalmente do posicionamento atribuído ao Botafogo, mas acredita que os passos serão revistos. O que será uma medida sensata para o próprio clube, que não pode se apequenar diante de uma irreverência isolada de um jovem atleta, no auge da emoção de um gol e irreverência que certamente não parece representar a postura do Clube de Regatas Flamengo, principalmente num momento em que os presidentes e as instituições estão em fase de entendimento. Imaginação diversa não condiz com as tradições desses clubes e atinge o Botafogo, o Flamengo, o campeonato e os torcedores, já tão distantes dos estádios. | ” |
| — Nota da FERJ, | |   |

Decepção do Boavista
o gestor do Boavista, João Paulo Magalhães, botafoguense declarado, deixou clara sua decepção com o veto do Botafogo a disputada da final no Estádio Nilton Santos.
| “                       | Uma pena. Eu gostaria de jogar na casa do Botafogo, pois me sinto em casa. Eu acho que o Boavista é uma extensão do Botafogo. Seria ideal o local (...) Nós estamos representando todos os demais clubes tirando os grandes. Acho que jogar em Volta Redonda será ruim para esta final. Lá é muito fora de mão e o estádio costuma ficar vazio. Você vê que Flamengo e Botafogo, na semifinal, tiverem pouco mais de seis mil pessoas (foram 6 955 presentes). Uma final onde a cidade fica a quase 300 quilômetros da nossa torcida. Será somente público do Flamengo. A partida também terá a forte concorrência pelo fato do jogo ser em TV aberta (...) | ” |
| — João Paulo Magalhães, | |   |

Estádio Kleber Andrade
Na tarde do mesmo dia, houve um acordo entre Boavista, Flamengo e a FERJ e o estádio Kleber Andrade, em Cariacica, no Espírito Santo, foi anunciado como o local da final, "costurado" pela empresa do ex-jogador Roni.
Confirmação da FERJ
A FERJ confirmou, em seu site oficial, a realização da partida no estádio Kleber Andrade.
TJD determina liberação do Nilton Santos
Em 14 de fevereiro, o Tribunal de Justiça Desportiva do Rio de Janeiro (TJD/RJ), através de liminar, determinou que o Botafogo ceda o estádio Nilton Santos para a partida final da Taça Guanabara, caso o clube mandante — Boavista — assim desejasse. Porém, o clube optou por não modificar o local da partida, pois os ingressos já estão sendo vendidos.
| “ | Sendo assim, CONCEDO A LIMINAR requerida, no sentido de que o Botafogo de Futebol e Regatas, ora primeiro requerido, ceda o Estádio Nilton Santos, para a realização da final da Taça Guanabara, na hipótese do mandante Boa Vista Futebol Clube assim desejar, sob pena de multa no valor de R$ 500.000,00 (quinhentos mil reais), obrigando-se o segundo requerido, Federação de Futebol do Estado do Rio de Janeiro (FERJ) a tomar todas as medidas necessárias para operacionalização do que fora determinado. | ” |
| — Decisão da liminar, que menciona erroneamente o clube homônimo de Portugal (Boavista Futebol Clube), quando o correto seria "Boavista Sport Club", | |   |

| “                                     | O estatuto da federação diz que, quando o clube se filia, coloca sua arena esportiva à disposição. Não pode o Botafogo simplesmente negar, ainda mais com a justificativa de compensar uma eventual ofensa sofrida. O clube de futebol não aplica pena, não faz compensação. A procuradoria tem toda razão no que sustentou e por isso concedi liminar determinando que o Botafogo ceda o estádio, caso o Boavista queira. | ” |
| — Marcelo Jucá, presidente do TJD/RJ, | |   |

Nota do Boavista sobre a liminar
| “                                             | O Boavista Sport Club, ciente da decisão do Tribunal de Justiça Desportiva do Rio de Janeiro, entende que o melhor para o Campeonato Carioca seria realização da final da Taça Guanabara contra o Flamengo, neste domingo, no Estádio Nilton Santos. Mas pelo acordo firmado com a Federação do Espírito Santo, a empresa Roni 7 e o Flamengo, o Boavista anuncia a manutenção da final da Taça GB para o Estádio Kleber Andrade, em Cariacica. O Boavista não vê tempo hábil para fazer valer a decisão do TJD-RJ. Embora creia que nela haja robustez, pois os filiados precisam, por estatuto, ceder suas arenas para utilização do campeonato. E por fim a falta de tempo impede o Boavista de, mesmo de posse da decisão favorável, manter contatos com a diretoria do Botafogo para acordar a cessão do estádio. | ” |
| — Nota do Boavista sobre a liminar do TJD/RJ, | |   |

#### Copa Libertadores
Cuéllar suspenso por dois jogos
O futebolista colombiano Gustavo Cuéllar, o presidente Bandeira de Melo e diretor-executivo Rodrigo Caetano foi punido pelo juiz paraguaio Eduardo Gross Brown, do Tribunal Disciplinar. Cuéllar ficará suspenso por dois jogos e não enfrentará o River Plate e o Emelec e pagará multa de dois mil dólares por preferir ofensas ao árbitro enquanto ia pegar a medalha de prata, após a final da Copa Sul-Americana de 2017. Já o presidente e o diretor-executivo foram multados em cinco mil dólares cada, por ofensas ao árbitro venezuelano José Argote, na partida de ida da semifinal, em 23 de novembro de 2017, contra o Junior de Barranquilla, no Maracanã. Não cabem mais recursos contra as punições.
Portões fechados em dois jogos
A Confederação Sul-Americana de Futebol (CONMEBOL) definiu a sentença ao Flamengo pelos incidentes na final da Copa Sul-Americana de 2017 (invasão e vandalismo): duas partidas com portões fechados e multa de 300 mil dólares (cerca de 950.000 reais). O clube irá recorrer ao Tribunal de Apelação da própria CONMEBOL e, caso o recurso não seja aceito, ainda poderá recorrer a Corte Arbitral do Esporte (CAS). Se a sentença for mantida, o clube jogará contra o River Plate, em 28 de fevereiro, e contra um clube proveniente da pré-Libertadores, em 18 de abril, sem a torcida. Somente a última partida em casa, em 16 de maio (válida pela 5.ª rodada), contra o Emelec, a torcidade poderá assistir a partida no estádio.
Acordo por Nilton Santos
Em 16 de fevereiro — após a polêmica da comemoração do terceiro gol do Flamengo pelo atacante Vinícius Júnior contra o Botafogo, pela semifinal da Taça Guanabara e a não disponibilização do estádio Nilton Santos, pelo Botafogo, para a final da Taça Guanabara — uma reunião entre Luis Fernando Santos, vice-presidente executivo do Botafogo, Fred Luz, diretor geral e Marcelo Frazão, diretor de novos negócios, ambos do Flamengo, o "tratado de paz" foi assinado, em forma de aluguel do estádio Nilton Santos.
Em princípio serão dois jogos no "Niltão": 21 de fevereiro, contra o Madureira, pela abertura da Taça Rio e uma semana depois, 28 de fevereiro, pela estreia na Libertadores, contra o River Plate.
O valor de cada partida não foi divulgado pelos clubes, mas o GloboEsporte.com apurou que o acordo deverá render, ao Botafogo, 100 mil reais pela primeira partida — conforme previsto no regulamento do Campeonato Carioca — e 150 mil pela estreia na Libertadores, porém com portões fechados.
| “                       | As conversas vêm de algum tempo, desde o ano passado, quando o Carlos Eduardo (Pereira, ex-presidente) se encontrou com o Bandeira (de Mello) no SporTV. Ali começou uma reaproximação que esse ano seguiu com o Nelson (Mufarrej), e já começaram a aparecer alguns eventos. O Botafogo precisa fazer caixa usando o ativo que tem. E o Flamengo também quer fazer pagando menos do que os valores exorbitantes do Maracanã. Esse acidente que houve na ilha gerou a necessidade de acelerar o processo e foi o condutor dessa negociação | ” |
| — Luis Fernando Santos, | |   |

Além do valor pago nas duas partidas, o Botafogo terá o lucro com o estacionamento e os bares. Eventuais danos causados pela torcida rubro-negra serão de responsabilidade do Flamengo.
| “                                                           | O Flamengo agradece a parceria do Botafogo, entende que esse é um passo que reforça ainda mais a grandeza das duas instituições e demonstra a disposição dos clubes em trabalhar em conjunto pelo bem do futebol do Rio. | ” |
| — Bandeira de Mello, presidente do Flamengo, em comunicado, | |   |

#### 2019: Florida Cup
Anúncio
Em 4 de setembro, a diretoria do Flamengo anunciou a participação da próxima edição da Florida Cup, no estado da Flórida, Estados Unidos. Além do clube, estão confirmados também São Paulo, Eintracht Frankfurt — campeão da Copa da Alemanha — e Ajax, dos Países Baixos. Não há calendário definido para a competição, mas o clube trabalha com o período entre 3 — retorno do elenco das férias — e 15 de janeiro.
Sem custos
A participação na edição de 2019 da Florida Cup não terá custos para o clube e poderá render aos cofres até 1 milhão de reais, entre transmissão, patrocínio e licenciamento de produtos. O Flamengo não terá nenhum custo durante o período nos Estados Unidos, previsto para ser entre 5 e 13 de janeiro. O Rubro-Negro joga contra o Ajax, em 10 de janeiro, e contra o Eintracht Frankfurt, em 12 de janeiro, sendo ambas as partidas no estádio do Orlando City.